# イマント・フレイベルグ
イマント・フレイベルグ(ラトビア語: Imants Freibergs、1934年3月12日 - )は、ラトビアのファーストハズバンド(大統領夫君)。同国第6代大統領ヴァイラ・ヴィーチェ＝フレイベルガの配偶者である。
フレイベルグは1934年3月12日、ヴァルミエラに生まれ、幼少期はリガやイェルガヴァで過ごした。1944年にドイツ国に移住し、1948年にはフランスへ移住した。その後カナダへ渡り、1999年にラトビアに帰国。
1960年にトロント大学を卒業。1961年から1963年までモントリオールのIBMに勤務した。続いてマギル大学やケベック大学、オックスフォード大学、ラトビア大学などで情報学の教授として教鞭をとった。
ラトビアの三星勲章を受章している。